# Forstlagerbuch

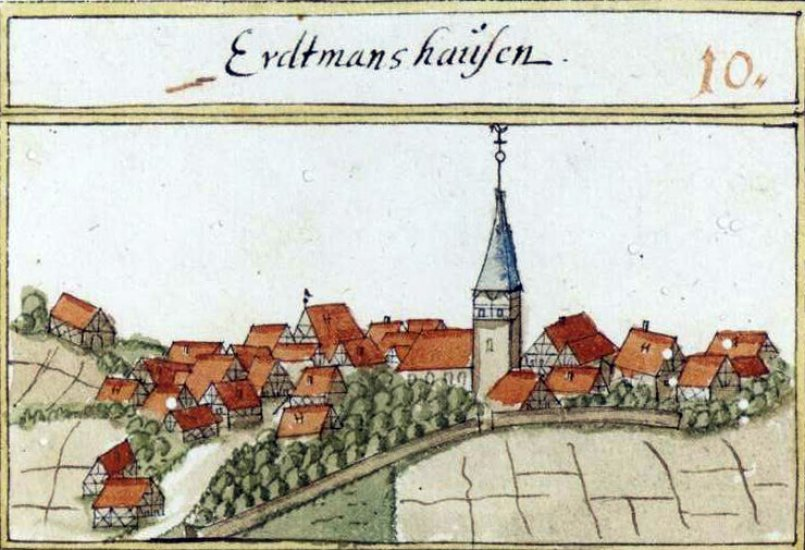
Seite Erdmannhausen aus dem herzoglich-württembergischen Forstlagerbuch von Andreas Kieser.

Das Forstlagerbuch ist ein Spezifikum des Herzogtums Württemberg. Es ist ein mittelalterliches Lagerbuch über die Bezirke, in denen eine Herrschaft die Forsthoheit innehatte, sowie der Verzeichnung der dortigen Eigentumsverhältnisse und Nutzungsrechte. In anderen deutschen Territorien entsprechen ihnen z. B. die Forstregister oder in Westfalen die Mastregister.

## Geschichte der Forstlagerbücher
Die Forsthoheit, d. h. das Recht über Holzeinschlag, Jagd und Fischerei waren früher landesherrliche Privilegien. Basis für die Errichtung dieser forestis bildete das ius eremi, das königliche Verfügungsrecht über nicht besiedeltes Land. Mit dem Übergang der Forsthoheit auf niedere Adelsherrschaften und Städte ab dem 16. Jahrhundert ging auch die Forsthoheit an diese über. Forsthoheit bedeutete kein Eigentumsrecht am Wald, sondern sie erstreckte sich auch über das Waldeigentum von Gemeinden, Privatleuten oder anderen Herrschaften innerhalb eines festumschriebenen Gebietes, ähnlich den heutigen Forstgesetzen der Bundesländer. Sie meint also die juristische Oberaufsicht in Forst- und Jagdangelegenheiten, z. B. Vergabe von Jagd- oder Holzeinschlagsrechten.
Aufgrund immer wiederkehrender Streitfälle begann man mit der Erstellung der Forstlagerbücher, in welchem das jeweilige Forstrecht wie auch Gemarkungsgrenzen festgehalten wurden. Im Gegensatz zu anderen Lagerbüchern werden im Forstlagerbuch meist keine Zinseinkünfte aufgelistet.

## Umfang und Inhalt
Von der äußeren Form her entsprechen Forstlagerbücher den Amtslagerbüchern. Sie beginnen mit Angaben über den Auftraggeber und Jahresangabe der Verfassung.
Es folgt die
- Beschreibung der Grenzen des Forstbezirkes anhand von Grenzsteinen und Landschaftsmerkmalen,
- die landesherrliche Forstorganisation,
- das Forstrecht und die forstliche Gerichtsbarkeit
- das Jagdrecht,
- Festsetzungen der Jagdfronen,
- Richtlinien zur Eckerichnutzung,
- die Obrigkeitsverhältnisse der in den Forsten gelegenen Orte und als wichtigstes
- die besitzrechtliche Verteilung des Waldeigentums.

Des Weiteren werden die im Forst vorhandenen Gewässer aufgelistet, die Besitzverhältnisse bestimmt und deren Nutzung geregelt.
Neben diesen in allen Forstlagerbüchern vertretenen Rubriken gibt es individuelle Erweiterungen, zum Beispiel Abschriften von Urkunden, Gerichtsurteile etc., aber auch Abgaben oder Informationen zur wirtschaftlichen und sozialen Lage der Bevölkerung.
Eine Variante des Forstlagerbuchs ist das Weidlagerbuch, welches in Württemberg ab dem 18. Jahrhundert entstand. Es umfasst neben einer Beschreibung der Weidebezirke und -zeiten auch Informationen zu Beschaffenheit und Ertrag sowie die Weideordnungen.

## Heutige Bedeutung
Mit Beginn des allgemeinen Katasterwesens in Deutschland ab dem 19. Jahrhundert haben die Forstlagerbücher ihre Bedeutung verloren. Für die Forschung stellen sie jedoch eine hervorragende Quelle hinsichtlich Flurnamen und Stellenbezeichnungen dar, aber auch um Rodungsbewegungen und Wüstungsvorgänge nachzuvollziehen. Daneben sind sie ein Spiegel der Sozial- und Rechtsgeschichte vergangener Jahrhunderte.

## Herausragende Forstlagerbücher

### Das Schönbuch-Urbar
Das sogenannte Schönbuch-Urbar oder die Schönbuchlagerbücher, erstmals ab 1383 für das Gebiet Schönbuch in Württemberg erstellt, 1417 in aktualisierter Form neu geschrieben, stellt eine Mischform des weltlichen Lagerbuchs und des Forstlagerbuchs dar. Ein Schwerpunkt der Schönbuch-Urbare liegt in der Niederlegung der Waldnutzungsrechte, zusätzlich sind die Einkünfte aus Äckern und Wiesen verzeichnet.

### Das Uracher Forstbuch
Das Uracher Forstbuch aus dem 15. Jahrhundert enthält die Beschreibung der Forsten Urach und Zwiefalten, dazu eine Liste der württembergischen Wildbänne.

### Die herzoglich-württembergischen Forstlagerbücher
Ab 1555 begann im Herzogtum Württemberg mit einer einheitlichen Beschreibung der Forsten. Zunächst recht knapp umschrieben wurden sie unter Herzog Friedrich Karl von Württemberg wesentlich präzisiert: zwecks Wiederaufforstung der durch den Dreißigjährigen Krieg in Mitleidenschaft gezogenen Waldbestände des Landes beauftragte er den Herzoglich-Württembergischen Kriegsrat und Oberstleutnant Andreas Kieser (1618–1688) mit dieser Aufgabe. Daneben erstellte er ein kartografisches Werk, die Kiesersche Forstkarte. Sie blieb unvollendet, enthält aber Ansichten von Hunderten einzelner württembergischer Ortschaften und Bauwerke.